# Terra e Paixão
Terra e Paixão er en brasiliansk tv-serie fra 2023. Hovedrollerne spilles af henholdsvis Cauã Reymond (Caio Meirelles La Selva), Bárbara Reis (Aline Barroso Machado), Johnny Massaro (Daniel La Selva), Paulo Lessa (Jonatas dos Santos), Débora Falabella (Lucinda do Carmo Amorim), Agatha Moreira (Graça Borghin Junqueira), Tony Ramos (Antônio La Selva) og Glória Pires (Irene Pinheiro La Selva).